# Hrsta
Hṛṣṭa (हृष्ट w Sanskrycie) jest kanadyjskim zespołem post-rockowym założonym w 2001 roku przez byłych muzyków Godspeed You! Black Emperor, z Mikiem Moyą na czele.

## Dyskografia
- L'Éclat du Ciel Était Insoutenable (2001)
- Stem Stem in Electro (2005)
- Ghosts Will Come And Kiss Our Eyes (2007)